# Балка Дабривка
Балка Дабривка, Дібрівський — балка (річка) в Україні у Антрацитівському районі Луганської області. Права притока річки Ровеньок (басейн Азовського моря).

## Опис
Довжина балки приблизно 6,42 км, найкоротша відстань між витоком і гирлом — 5,45  км, коефіцієнт звивистості річки — 1,18 . Формується декількома балками та загатами.

## Розташування
Бере початок на південній стороні від міста Ровеньки. Тече переважно на південний захід і на північно-східній стороні від села Грибуваха впадає у річку Ровеньок, праву притоку річки Нагольної.

## Цікаві факти
- Біля гирла балки пролягає автошлях М03[2] (автомобільний шлях міжнародного значення на території України, Київ — Харків — кпп Довжанський (державний кордон з Росією).).
- У XX столітті на балці існували молочно-тваринна ферма (МТФ), природне джерело, водосховища, газові свердловини та терикони[3].